# Scaphiophryne gottlebei
Espèce
Statut de conservation UICN

 EN B1ab(iii,v) : En danger
Statut CITES
Scaphiophryne gottlebei est une espèce d'amphibiens de la famille des Microhylidae.

## Description
Scaphiophryne gottlebei mesure de 20 à 30 mm pour les mâles et de 30 à 40 mm pour les femelles. Sa forme générale est assez ronde. Son dos présente des motifs bien marqués de couleur blanche, rougeâtre et verdâtre et qui sont en général plus pâles chez le mâle. La peau de son dos est lisse. Son ventre est grisâtre. Toutes ces caractéristiques en font une espèce bien distincte des autres espèces du genre Scaphiophryne.

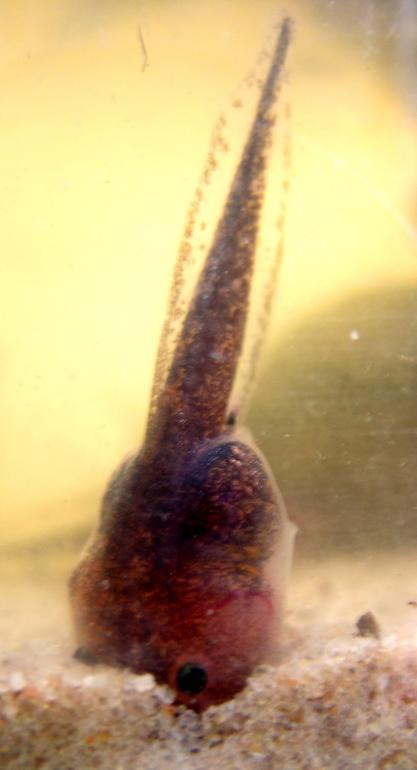
Têtard s'alimentant de substrat.

Les tétards de cette espèce, qui se nourrissent en pleine eau la nuit, présentent la particularité, le jour, de maintenir leur tête quasiment enfouie dans le sol et de s'alimenter de substrat. Cela a eu pour conséquence un renforcement de leur orifice buccal et de leurs papilles (qui se sont kératinisés) et une projection de leurs yeux en position latérale.
Les jeunes mesurent de 10 à 15 mm lors de la métamorphose et présentent des motifs colorés identiques à ceux des adultes.

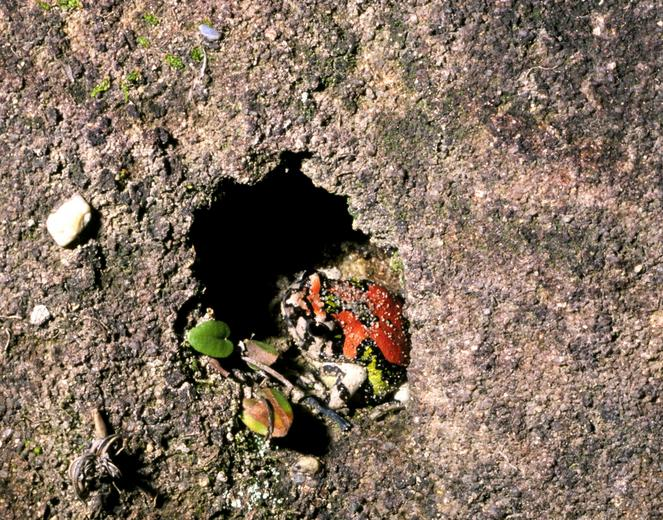
Scaphiophryne gottlebei, dans une cache qu'elle a façonnée dans le sable.

Comme d'autres espèces de ce genre, Scaphiophryne gottlebei peut s'enterrer dans les sols meubles en creusant une cache avec ses pattes arrière (voir image). Mais elle peut également grimper le long de parois verticales et trouver ainsi refuge au niveau de cavités naturelles.

## Distribution et habitat
Cette espèce est endémique de la province de Fianarantsoa à Madagascar. Elle se rencontre entre 700 et 1 000 m dans le parc national de l'Isalo,.
Elle vit dans des endroits très humides avec peu de végétation.

## Étymologie
Cette espèce est nommée en l'honneur de Gunter Gottlebe.

## Publication originale
- Busse & Böhme, 1992 : Two remarkable frog discoveries of the genera Mantella (Ranidae: Mantellinae) and Scaphiophryne Microhylidae: Scaphiophryninae) from the west coast of Madagascar. Revue française d'Aquariologie, vol. 19, no 1-2, p. 57-64.